# Ramalde
Ramalde est une freguesia de Porto.